# Apatani

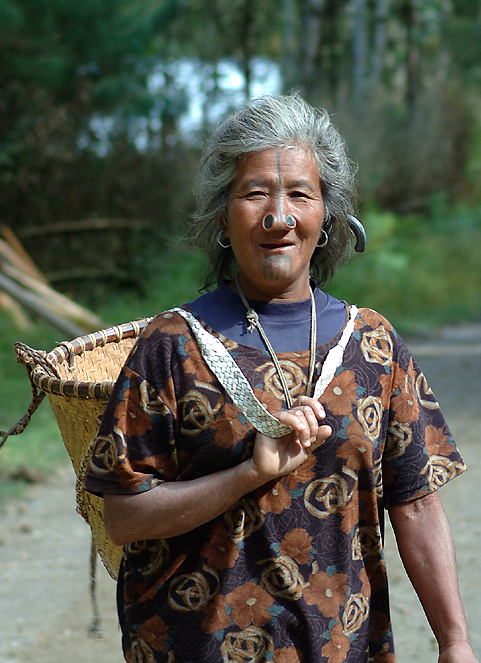
Apatani-Frau auf dem Weg zum Feld in Lower Subansiri, Arunachal Pradesh

Die Apatani (auch Apa Tani oder Tanw) sind eines der indischen Stammesvölker (Adivasi), dessen Siedlungsgebiet sich auf das Apatani Plateau im Distrikt Lower Subansiri, Arunachal Pradesh, erstreckt. Das Apatani-Tal mit seiner einzigartigen Kultur steht auf der Tentativliste Indiens für die Aufnahme in das UNESCO-Weltkulturerbe.

## Siedlungsgebiet und Geschichte
Die Apatani sind eine der wichtigsten Ethnien im nordost-indischen Staat Arunachal Pradesh mit einer Bevölkerung von etwa 60.000 Menschen. Der größte Teil der Apatani leben in den niedrigeren Lagen des östlichen Himalaya-Gebiets im Distrikt Lower Subansiri. Das Siedlungsgebiet besteht aus etwa 32 km² kultivierbarem Land, dem Ziro Valley (dt. „Ziro-Tal“) im Apatani-Plateau, das von Bergen des Himalayas umgeben ist.
Tibetanische Quellen deuten darauf hin, dass die Stämme in den Bergen von Arunachal Pradesh, einschließlich der Apatani, mindestens seit dem 15. Jahrhundert dort leben. Die mündliche Überlieferung der Apatani besagt, dass der Stamm vor mindestens 20 Generationen aus dem Norden nach Arunachal Pradesh eingewandert ist und dabei Kiefern-, Bambus- und Senfsamen mitgebracht hat.

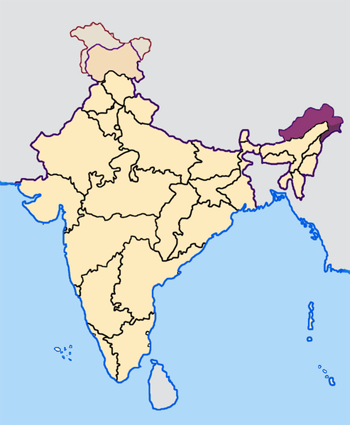
Lage von Arunachal Pradesh in Indien
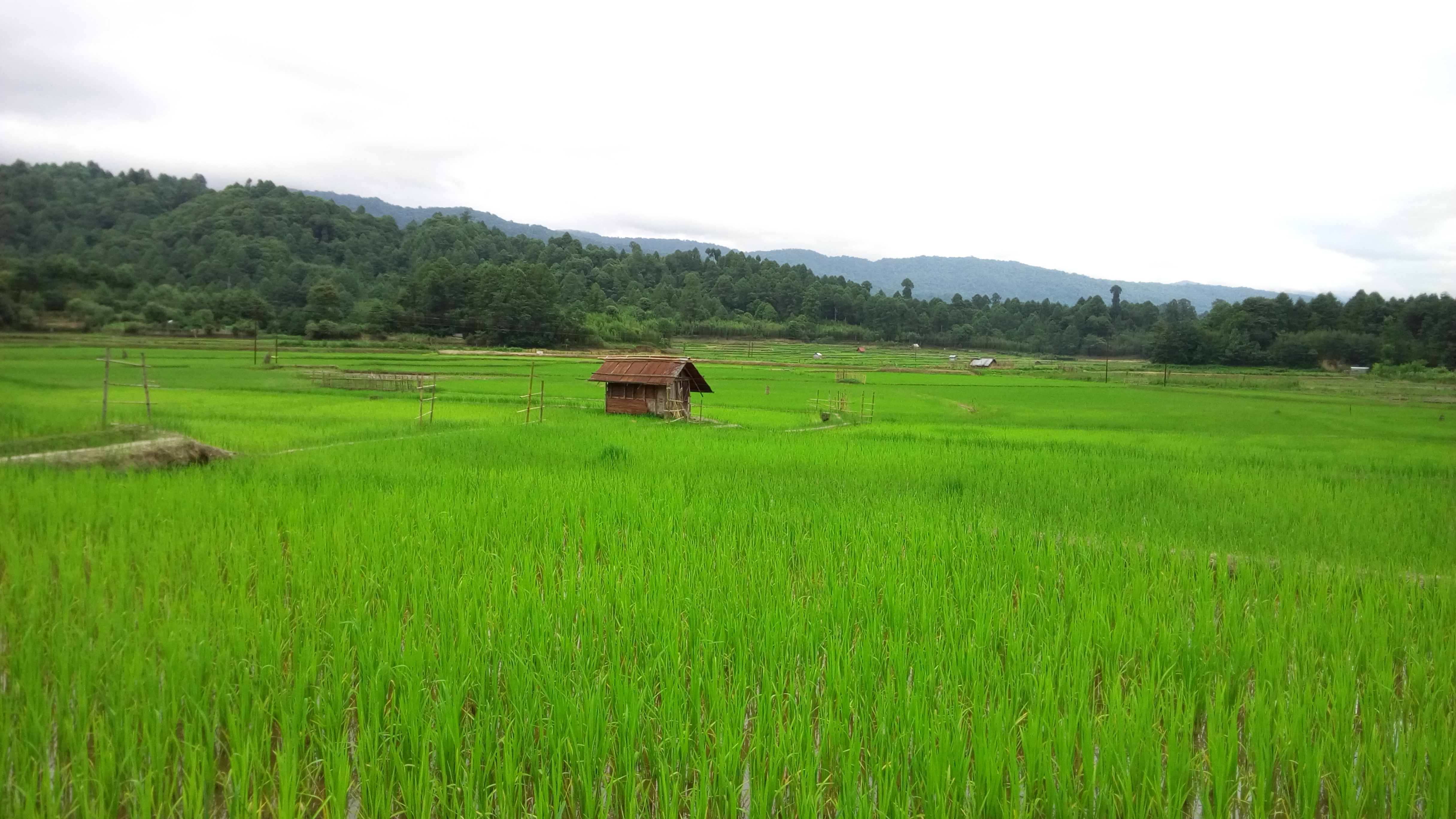
Ziro Valley, Siedlungsgebiet der Apatani

## Gesellschaft
Die Apatanis sind in Clans organisiert, wobei jeder Clan in einem klar definierten Bereich eines Dorfes lebt. Jeder Clan besitzt eine Plattform (lapang), auf der Versammlungen und Zeremonien abgehalten werden. Felder, Häuser und Vieh gehören zum Besitz einzelner Clanmitglieder, während Weiden, Fisch- und Jagdgebiete im Besitz des ganzen Clans sind. Häuser und Felder können in der Regel nur innerhalb des Clans weitergegeben werden. Nur wenn sich kein Käufer innerhalb des Clans findet, kann Land auch an Einwohner anderer Apatani-Dörfer verkauft werden, aber keinesfalls außerhalb des Apatani-Stammes.
Apatanis heiraten außerhalb ihres eigenen Clans, aber innerhalb ihres Stammes. Scheidungen sind bei den Apatanis anerkannt. Besitz wird in der Regel an das älteste männliche Kind vererbt, Frauen sind nicht erbberechtigt.
Angelegenheiten, die eine ganze Gemeinschaft betreffen, werden durch einen Dorfrat (bulyañ) geregelt.
Durch die indische Regierung sind die Apatani als Scheduled Tribe („gelistetes Stammesvolk“) anerkannt. Dies beinhaltet de jure eine bevorzugte Behandlung bei der Vergabe von staatlichen Stellen, Studienplatzreservierungen und andere Quoten.

## Kultur

### Sprache
Ungefähr 35.000 der insgesamt 60.000 Apatani sprechen noch die gleichnamige Sprache Apatani, eine Nord-Assam-Sprache, die zum tibetobirmanischen Zweig der sinotibetischen Sprachen gehört. Weitere von Apatanis gesprochene Sprachen sind Hindi und Englisch.

### Wohnen
Die Häuser der Apatanis sind aus Bambus und Rohr gebaut, für die Dächer wird in neuerer Zeit auch Wellblech verwendet. Die Hauptzutat der apatanischen Küche ist Reis, daneben wird Mais, Hirse, grünes Gemüse, wilde Wurzeln, Sprossen und Kräuter sowie Fleisch und Fisch gegessen. Gemüse, Reis und anderes Getreide wird gekocht, Fleisch wird geräuchert. Zum Kochen werden Utensilien aus Bambus, Ton und Aluminium verwendet.

### Religion und Gebräuche
Die Religion der Apatanis wird als animistisch-schamanistisch klassifiziert. Die Apatanis feiern viele religiöse Riten im Laufe des Jahres, unter anderem wird im Januar/Februar der Frühling mit dem Fest Morom willkommen geheißen. Beim Morom-Fest besuchen und beschenken sich die Dörfer untereinander, um die Bande untereinander zu stärken. Lediglich historisch ist die Ropi-Zeremonie, mit der früher tanzend der Sieg über einen Feind gefeiert wurde. Die Ropi-Zeremonie wird heute noch ausgeführt, wenn ein Tiger getötet wurde.

## Wirtschaft

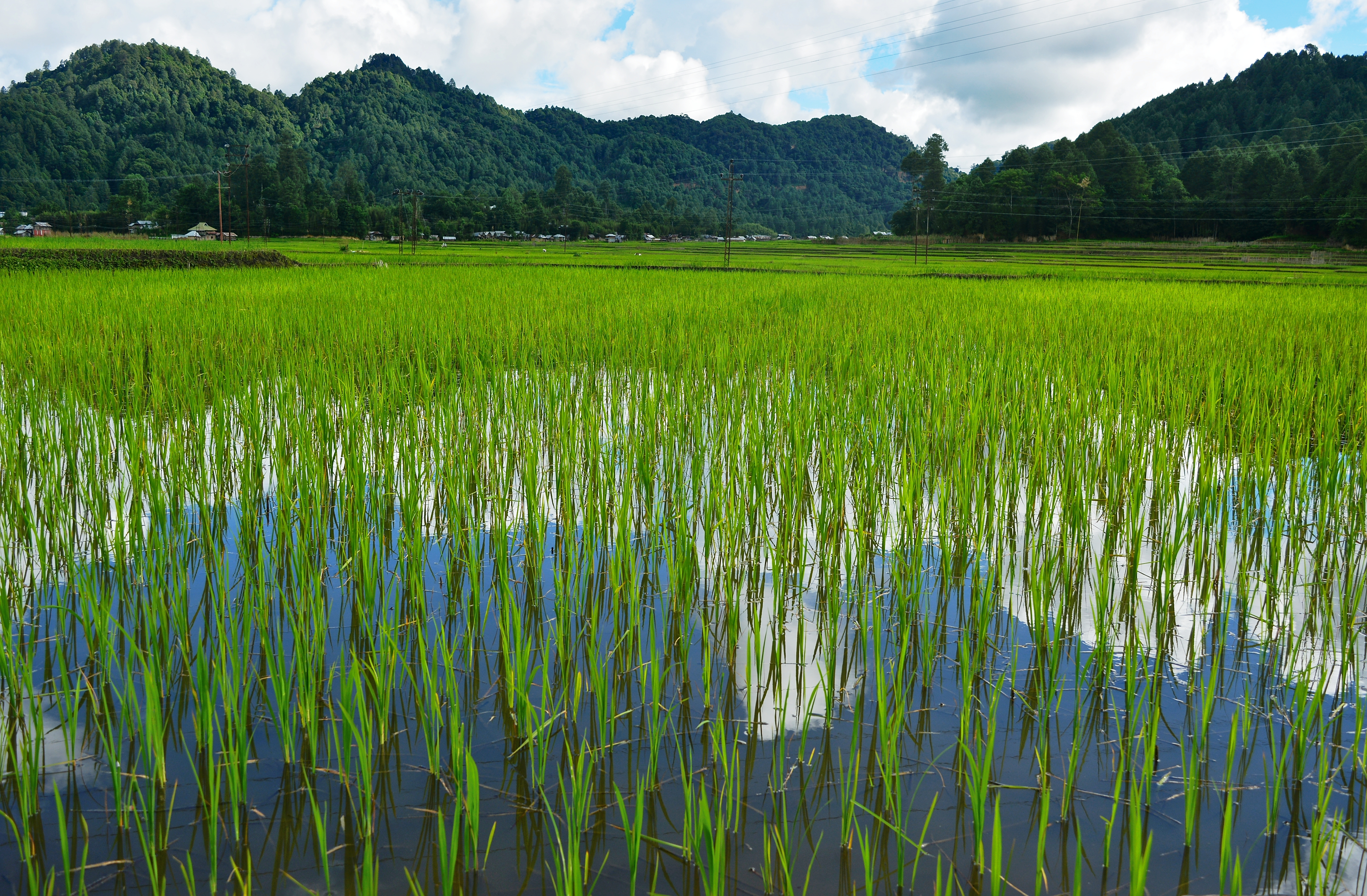
Nassreisanbau und Fischereikultur in Ziro Valley

Die Apatani leben von der Landwirtschaft, hauptsächlich vom Nassreisanbau, ergänzt von Viehwirtschaft und Fischen. Der Nassreisanbau im Ziro-Tal und den angrenzenden Hängen wird hauptsächlich durch ein komplexes System von Terrassen und Dämmen organisiert, durch die die größeren Wasserläufe aus den Bergen umgelenkt und so die Felder bewässert werden.
Die Apatani führen auch handwerkliche Arbeiten aus, z. B. Schmieden, Leder-, Rohr- und Bambusarbeiten sowie Weben.
Die Landwirtschaft und die Verwendung ihres verfügbaren Landes ist durch eine strikte Regelung der Bewirtschaftung gekennzeichnet: Es gibt Landbereiche, die speziell für Landwirtschaft, für Beweidung, für Kiefer- und Bambusgärten oder für Gemeinschaftswälder. Die über Generationen ausgefeilte Landbewirtschaftung stellt unter anderem sicher, dass die Apatani trotz der hohen Lage in ihrem Tal einen effektiven Nassreisanbau betreiben können. Ihre Anbauweise ist damit auch wesentlich ausgefeilter als die der Stämme in ihrer Nachbarschaft. Die Kultur und Traditionen der Apatani stellen ferner die Natur in den Mittelpunkt. Aus diesen Gründen hat die UNESCO die Apatani-Kulturlandschaft auf die Kandidatenliste für das Weltkulturerbe gesetzt.